# خالد أحمد محمد السباعي
خالد أحمد محمد السباعي (مواليد 1953) جيولوجي يمني ولد في قرية الحصين في مركز المخلاف في محافظة تعز. تعين مدرسًا في كلية العلوم بجامعة صنعاء، وترقى برتبته العلمية حتى درجة استاذ، وفي عام1995م تعيّن عميدًا لكلية العلوم في مدينة تعز، وكانت هذه الكلية تتبع إداريًّا جامعة صنعاء، وفي عام 1996م تعيّن عضوًا في مجلس الدراسات العليا والبحث العلمي، وفي لجنة التطوير الأكاديمي في جامعة صنعاء، ثم تعين في نفس العام نائبًا لعميد كلية العلوم للشئون الأكاديمية، ورئيسًا لإحدى الجامعات الأهلية. تعين أمين عام الجمعية الجيولوجية اليمنية، ونائب رئيس اتحاد الجيولوجيين العرب.

## التعليم
التحق بالتعليم النظامي حتى حصل على الثانوية العامة، ثم التحق بكلية العلوم بجامعة الملك عبد العزيز في السعودية، وحصل منها على البكالوريوس في الجيولوجيا 1978م، ثم حصل من نفس الكلية على درجة الماجستير في الجيولوجيا الهندسية 1984م، ثم حصل من نفس الكلية أيضًا على درجة الدكتوراه في فلسفة العلوم والجيولوجيا البيئية 1992م، كما التحق بعدد من الدورات في العلوم الجيولوجية.

## مؤلفاته
من مؤلفاته:
1. الجيولوجيا الهندسية لنفق تصريف السيول في مكة المكرمة. رسالة الماجستير.
2. اعتبارات التعرية والترسيب والزلزلة لتوقيع السدود في وسط تهامة (عسير)، رسالة الدكتوراه.
3. تقييم الخطورة الزلزالية لشمال اليمن، بحث.
4. نحو تحسين الأداء التعليمي والتربوي لعضو هيئة التدريس في الجامعات اليمنية وانعكاساته على التنمية في اليمن، بحث.
5. آفاق ومستقبل الطلب على خدمات العلوم الجيولوجية في اليمن، ودور قسم علوم الأرض بجامعة صنعاء في التعليم الجيولوجي في اليمن، دراسة.
6. المظاهر الجيومورفولوجية المرتبطة بعمليات ارتفاع الساحل الشرقي للبحر، دراسة.
7. التقييم البيئي للنطاقات الساحلية للبحر الأحمر على امتداد الساحل اليمني، بحث.
8. أنماط تصريف المياه وتعرية الأودية في اليمن، بحث.
9. الصخور والمعادن الصناعية في اليمن، بحث.
10. البحث العلمي في اليمن: الواقع المشهود والمستقبل المنشود، دراسة.
11. الجيولوجيا والتنمية، بحث.
12. التغيرات الزمانية والمكانية للأمطار فوق حوض البحر الأحمر، دراسة.
13. المحافظة على البيئة وحمايتها من التلوث بين حضارتين، دراسة.
14. شبكات الرصد الهيدرولوجية في اليمن: الشروط والمتطلبات، دراسة.
15. الخطورة البيئية للتعرية في الأراضي المنخفضة في تهامة، بحث.
16. غياب علوم الأرض في مناهج التعليم العام في اليمن، وأثر ذلك على التنمية المستدامة، بحث.
17. إمكانية تغذية خزانات المياه الجوفية في المناطق الجافة: حالة اليمن، دراسة.
18. التعليم الجيولوجي لطلاب الهندسة المدنية وأهميته لتحسين أداء المهندس في البيئة اليمنية، دراسة.
19. الخصائص الهيدرولوجية للجزء الأوسط من جنوب غرب شبه الجزيرة العربية، دراسة.
20. الجيولوجيون، وكيف يمكنهم مساعدة الفقراء والقضاء على الفقر في أوطانهم، دراسة.